# La Capitale (journal)
Pour les articles homonymes, voir La Capitale.
 (février 2023).
La Capitale est un quotidien régional belge en langue française, qui fait partie du Groupe Sudmedia.
Depuis 2011, l'édition recouvre à la fois le territoire de Bruxelles et de la province du Brabant wallon.

## Ligne éditoriale
Le journal présente une structure à deux cahiers : actualité générale et sportive. Chaque cahier étant divisé entre l’information nationale/internationale et l’autre partie consacrée à l’information régionale.

## Historique
La Capitale est un journal du groupe Sudmedia. Jusqu'en 2002, ce quotidien portait le nom de La Lanterne qui a été créé en décembre 1944. À l'époque, c'est le journaliste Albert Bouckaert qui a participé à la création de La Lanterne.
Couvrant à la base l'actualité de la région de Bruxelles, le journal s'étend également sur le Brabant wallon en 2011.
Entre octobre 2008 et février 2015, le chef d'édition de La Capitale était Karim Fadoul, devenu par la suite journaliste à la RTBF. Depuis le mois de mars 2020, c'est le journaliste François Dehut qui est le chef d'édition du quotidien.